# ريدج ريسر (لعبة فيديو 2004)
ريدج ريسر (بالإنجليزية: Ridge Racer)‏، هي لعبة فيديو إلكترونية من نوع سباقات السيارات، صدرت في الأسواق سنة 2004، من تطوير ونشر شركة نامكو، حيث تعمل على منصة بلاي ستيشن بورتبل الحصرية.